# Tom Vilsack
Thomas James Vilsack, dit Tom Vilsack, né le 13 décembre 1950 à Pittsburgh (Pennsylvanie), est un homme politique et avocat américain. Membre du Parti démocrate, il est gouverneur de l'Iowa entre 1999 et 2007, puis secrétaire à l'Agriculture des États-Unis de 2009 à 2017 durant la présidence de Barack Obama, et de nouveau de 2021 à 2025 sous la présidence de Joe Biden.
En novembre 2006, il se déclare candidat aux primaires démocrates pour l'élection présidentielle de 2008 avant de renoncer début 2007.

## Biographie
Né le 13 décembre 1950 à Pittsburgh et orphelin, il est adopté en 1951.
Diplômé en droit en 1975, Tom Vilsack exerce la profession d'avocat  à Mount Pleasant, la ville natale de son épouse, dans l'Iowa, État agricole du Midwest. En 1987, il est élu maire de Mount Pleasant, une ville de 8 751 habitants.
En 1992, il est élu au Sénat de l'État de l'Iowa, où il est reconnu pour son investissement en tant que législateur dans des réformes en matière sociale et de santé.
En 1998, après 16 années en poste, le gouverneur républicain Terry Branstad décide de ne pas se représenter. Profitant de l'occasion à ne pas avoir à l'affronter, Tom Vilsack se présente à la candidature démocrate.
En novembre 1998, il est élu gouverneur de l'Iowa, premier gouverneur démocrate depuis 30 ans. Il bat le candidat républicain Jim Ross Lightfoot (en).
Gouverneur, il continue sur la politique sociale qu'il avait soutenu en tant que législateur. Il augmente de 300 % le nombre d'enfants couverts par l'assurance de santé et fait réduire les prix des médicaments pour les plus âgés.
En septembre 2001, il reçoit le prix de la Biotechnology Industry Organization comme « gouverneur de l'année » pour son support de la recherche en biotechnologie. En 2002, il est réélu contre le candidat républicain Doug Gross.
Il s'investit dans la création d'emplois de la nouvelle économie et dégage des fonds nécessaires dans ce sens mais doit aussi faire face à des déficits budgétaires qui se creusent à la suite de la baisse des ressources fiscales. Il a la réputation d'être un démocrate « taxeur » et dépensier. Les dépenses budgétaires ont augmenté de 8 % par an durant ses deux premières années de mandat.
En 2000 et 2004, le nom de Tom Vilsack est souvent évoqué pour la candidature démocrate à la vice-présidence mais à chaque fois, il lui est préféré une autre personnalité.
Il déclare qu'il ne se représenterait pas pour un nouveau mandat de gouverneur en 2006 et le 9 novembre 2006, il annonce officiellement sa candidature à la nomination de son parti pour la présidentielle de 2008.
Le 23 février 2007, il renonce officiellement à cette investiture. Il est le premier à se lancer dans la course, annonçant ses intentions le 9 novembre 2006. Cependant, après avoir quitté son poste de gouverneur en janvier et sillonné le pays, il reconnaît avoir du mal à faire le poids face à ses principaux rivaux, Hillary Clinton, Barack Obama et John Edwards, ne réussissant qu'à réunir qu'un peu plus d'1,4 million de dollars pour une campagne qui devrait, selon les experts, coûter quelque 20 millions aux candidats d'ici à juin 2007.
Malgré son retrait, il reste un élément non négligeable de la campagne. Très engagé dans les énergies alternatives et la lutte contre le réchauffement climatique, Tom Vilsack est également l'un des plus virulents des candidats démocrates à réclamer le retrait d'Irak.

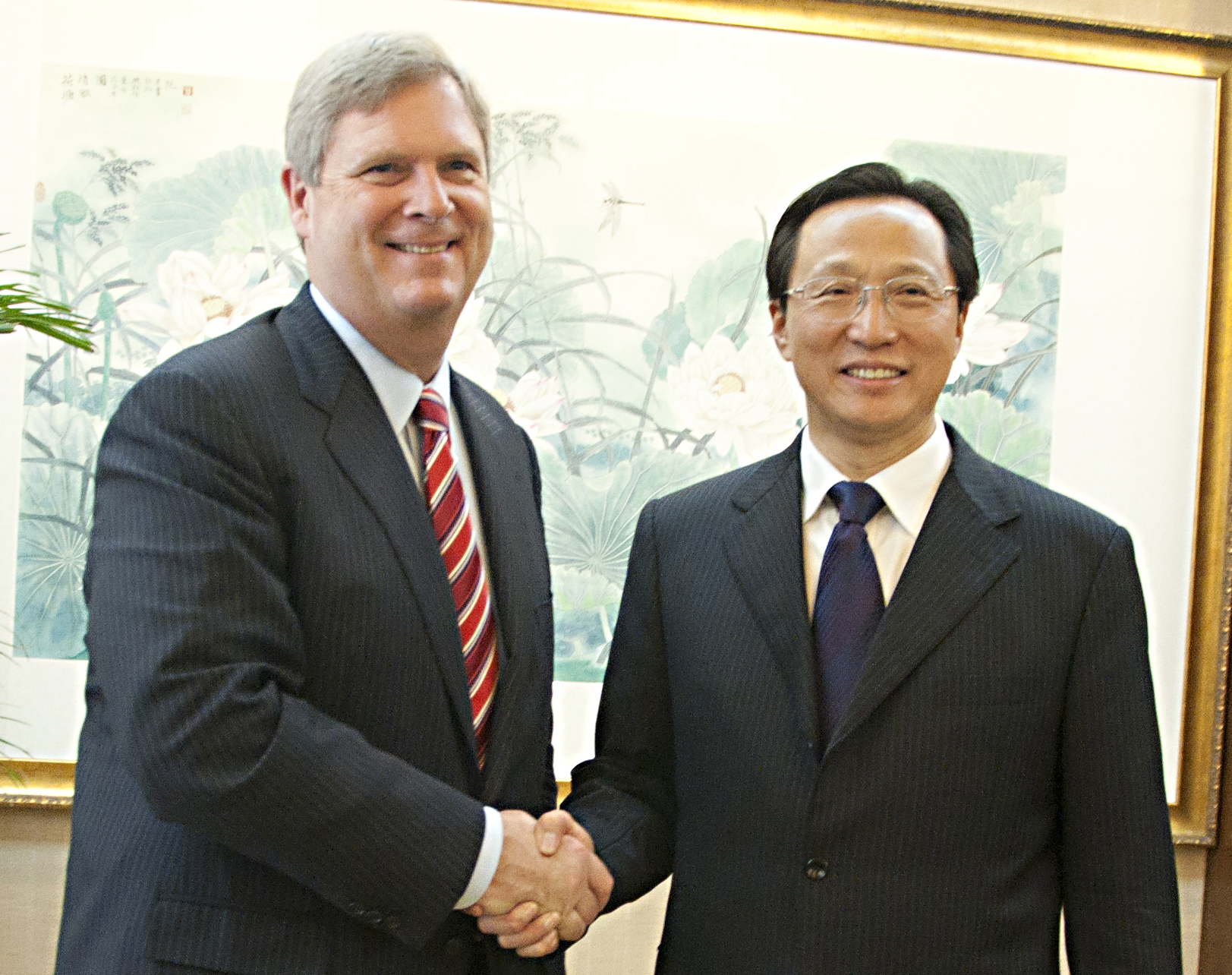
Tom Vilsack et le ministre des Sciences et Technologies chinois Wan Gang à Pékin, en novembre 2011.

En décembre 2008, le président élu Barack Obama annonce qu'il le choisit pour être le secrétaire à l'Agriculture dans sa prochaine administration. Il est confirmé à ce poste à l'unanimité par le Sénat le 20 janvier 2009, et restera à ce poste jusqu'en 2017, restant donc titulaire du poste durant les deux mandats de ce dernier.
En janvier 2012, il est nommé survivant désigné par le président Obama lors du discours sur l'état de l'Union.
En août 2015, il apporte son soutien à Hillary Clinton dans le cadre des primaires démocrates pour l'élection présidentielle de 2016. Quand cette dernière devient officiellement la candidate démocrate, il est cité comme son possible colistier et candidat à la vice-présidence, mais le sénateur Tim Kaine lui est finalement préféré.
Pendant la présidence Trump à partir de 2017, il rejoint l'industrie comme PDG du lobby laitier (U.S. Dairy Export Council), période pendant laquelle la controversée Biotechnology Industry Organization l'élit « dirigeant de l'année » - gagnant du même coup chez certains militants écologistes le sobriquet de « Mr. Monsanto ». 
De nouveau nommé secrétaire à l'Agriculture par le président Joe Biden, il est confirmé par le Sénat le 23 février 2021 par 92 voix contre 7.

## Famille
Tom Vilsack et son épouse Christie ont deux fils adultes, Jess et Doug.

## Historique électoral

### Gouvernorat
| Année | Tom Vilsack | Républicain | Réforme | NLP    | Vert   | Indépendant | Libertarien |
| ----- | ----------- | ----------- | ------- | ------ | ------ | ----------- | ----------- |
| Année |             |             |         |        |        |             |             |
| 1998  | 52,30 %     | 46,51 %     | 0,59 %  | 0,33 % | —      | 0,21 %      | —           |
| 2002  | 52,69 %     | 44,51 %     | 0,59 %  | —      | 1,43 % | —           | 1,28 %      |

### Controverse
Tom Vilsack a été surnommé « Monsieur Monsanto » à la suite de l'acceptation de nombreux OGM (Monsanto’s Roundup Ready sugar beets, Monsanto’s Roundup Ready alfalfa, Monsanto’s DroughtGard corn et de nombreux autres) par le département de l'agriculture des États-Unis.
Ancien lobbyiste pour l’industrie laitière, il gagnait un million de dollars par an pour cette activité. En 2016, Bernie Sanders, figure de l'aile gauche des démocrates, lui reproche d’avoir empêché l'adoption une loi qui exigeait un affichage strict des OGM sur les étiquettes des produits. Il lui est également reproché d'avoir permis aux abattoirs de volailles de remplacer des inspecteurs de l’État par des employés payés par leur entreprise pour contrôler leur production.